# Olympiska vinterspelen 1972
Olympiska vinterspelen 1972, de elfte (XI) olympiska vinterspelen, ägde rum i Sapporo, Japan.
Spelen sågs på plats av cirka 621 000 åskådare. 

## Enskilda prestationer
- Två guldmedaljer i de alpina grenarna erövrades av Schweiz’ närmast okända Marie-Theres Nadig.
- Galina Kulakova tog de två individuella gulden i damernas nordiska skidgrenar och var dessutom delaktig i det sovjetiska stafettguldet.
- Ard Schenk, Nederländerna tog tre guld i skridskotävlingarna.
- Norges Magnar Solberg upprepade sin seger i skidskyttets 20 km från föregående OS.
- Japan gjorde rent hus i backhoppning i 70-metersbacken med samtliga tre medaljer. Detta var första japanska vinter-OS-guldet; enda tidigare medaljen var Chiharu Igayas slalomsilver 1956.[1]

## Anmärkningsvärt
- Amatörfrågan kom allvarligt i rampljuset eftersom Österrikes alpine skidåkare Karl Schranz nekades att tävla för att han erhållit lön från sin skidtillverkare. Samtidigt tilläts de heltidsanställda idrottsutövarna i öststaterna att delta i tävlingarna.

## Sporter
| - Alpin skidåkning - Backhoppning - Bob - Hastighetsåkning på skridskor - Ishockey |  | - Konståkning - Längdskidåkning - Nordisk kombination - Rodel - Skidskytte |

## Medaljfördelning
- Se Medaljfördelning vid olympiska vinterspelen 1972

| Pl. | Nation        | Guld | Silver | Brons | Totalt |
| --- | ------------- | ---- | ------ | ----- | ------ |
| 1   | Sovjetunionen | 8    | 5      | 3     | 16     |
| 2   | Östtyskland   | 4    | 3      | 7     | 14     |
| 3   | Schweiz       | 4    | 3      | 3     | 10     |
| 4   | Nederländerna | 4    | 3      | 2     | 9      |
| 5   | USA           | 3    | 2      | 3     | 8      |
| 6   | Västtyskland  | 3    | 1      | 1     | 5      |
| 7   | Norge         | 2    | 5      | 5     | 12     |
| 8   | Italien       | 2    | 2      | 1     | 5      |
| 9   | Österrike     | 1    | 2      | 2     | 5      |
| 10  | Sverige       | 1    | 1      | 2     | 4      |

## Deltagande nationer
35 nationer deltog i spelen. Republiken Kina (Taiwan) och Filippinerna gjorde debut i olympiska vinterspelen.
| - Argentina (2) - Australien (4) - Belgien (1) - Bulgarien (4) - Filippinerna (2) - Finland (50) - Frankrike (40) - Grekland (3) - Iran (4) | - Italien (44) - Japan (85) (Värdnation) - Jugoslavien (26) - Kanada (47) - Libanon (1) - Liechtenstein (4) - Mongoliet (4) - Nederländerna (11) - Nordkorea (6) | - Norge (67) - Nya Zeeland (2) - Polen (47) - Republiken Kina (5) - Rumänien (13) - Schweiz (52) - Sovjetunionen (78) - Spanien (3) | - Storbritannien (37) - Sverige (58) - Sydkorea (5) - Tjeckoslovakien (41) - Västtyskland (78) - Ungern (1) - USA (103) - Österrike (40) - Östtyskland (42) |